# أليكس هنري فوستر
أليكس هنري فوستر هو مغني كندي، ولد في 19 نوفمبر 1989 في مونتريال في كندا.

## وصلات خارجية
- أليكس هنري فوستر على موقع ميوزك برينز (الإنجليزية)